# Compsophorus coeruleiventris
Compsophorus coeruleiventris là một loài tò vò trong họ Ichneumonidae.